# Яняк, Эдвард
Э́двард Я́няк (пол. Edward Janiak, 14 августа 1952, Мальчице, Польша — 23 сентября 2021) — католический прелат, епископ Калиша с 21 июля 2012 года по 2020 год.

## Биография
После окончания техникума лесной промышленности Эдвард Яняк поступил на Папский теологический факультет во Вроцлаве. Потом обучался в Высшей духовной семинарии во Вроцлаве. 19 мая 1979 года Эдвард Яняк был рукоположён во священника, после чего служил в различных приходах архиепархии Вроцлава. Обучался в Папском университете святого Фомы Аквинского в Риме, после окончания которого служил в Дортмунде. По возвращении в Польшу был секретарём кардинала Хенрика Гульбиновича и директором епархиального Каритаса.
26 октября 1996 года Римский папа Иоанн Павел II назначил Эдварда Яняка титулярным епископом Сцилицума и вспомогательным епископом архиепархии Вроцлава. 30 ноября 1996 года состоялось рукоположение Эдварда Яняка в епископа, которое совершил архиепископ Вроцлава кардинал Хенрик Роман Гульбинович в сослужении с титулярным архиепископом Гераклеи и нунцием в Польше Юзефом Ковальчиком и титулярным епископом Беттониума и военным орнинарием Полевого ординариата Войска Польского Славоем Лешеком Глудзем.
В 2011 году Римский папа Бенедикт XVI избрал Эдварда Яняка членом Папского совета по пастырскому попечению о мигрантах и странствующих.
21 июля 2012 года Римский папа Бенедикт XVI назначил Эдварда Яняка епископом Калиша.